# Saintsimonizm

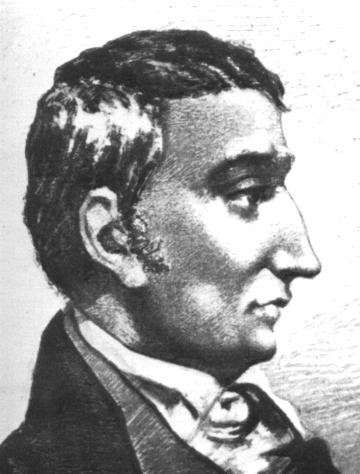
Henri de Saint-Simon

Saintsimonizm – doktryna filozoficzno-społeczna powstała w pierwszej połowie XIX wieku, doktryna postuluje ustalenie nowej struktury społecznej, w której zniesione byłoby prawo dziedziczenia i obowiązywałaby zasada "każdemu według zdolności". Saintsimonizm stanowi jeden z nurtów socjalizmu utopijnego. Twórcą doktryny jest Henri de Saint-Simon, francuski historyk, filozof, wolnomularz, industrialista, socjalista utopijny oraz jeden z prekursorów socjologii, jego idee propagowane były w pismach takich jak l'Industrie, La politique, i L'Organisateur.
Zgodnie z poglądami Saint-Simona wraz ze wzrostem uprzemysłowienia społeczeństwo będzie porzucać tradycyjne idee i zmierzać w stronę nowego społeczeństwa opartego na równości. Idea ta wpłynęła na myślicieli i socjologów takich jak Auguste Comte (który był przez pewien czas sekretarzem Saint-Simona), Karol Marks, John Stuart Mill. Wyprzedzając doktrynę marksizmu saintsimonizm głosił hasło Od każdego według jego zdolności. Ideologia stanowi połączenie wcześniejszych myśli utopijnego socjalizmu z wartościami chrześcijańskimi, jednocześnie rozdzielając struktury Kościoła od państwa. Saint-Simon starał się dostosować poglądy chrześcijańskie do materializmu. Do najważniejszych prac Saint-Simona zalicza się "Wprowadzenie do odkryć naukowych w XIX wieku" Introduction aux travaux scientifiques du XIXe siècle (1803) i będący pochwałą Napoleona tekst "Uwagi na temat pracy człowieka" (Mémoire sur la science de l'homme) (1813). W pracach tych Saint-Simon próbuje udowodnić, że nauka jest środkiem służącym reorganizacji społeczeństwa.
W publikacji napisanej wraz z Jacquesem Augustinem Thierrym De la réorganisation de la société européenne z 1814 roku Saint-Simon i Jacques przedstawiają wizję zjednoczonej Europy oczekując przy tym że Wielka Brytania będzie miała w procesie zjednoczeniowym wiodącą rolę zachowując jednak te sama prawa i instytucje. Saint-Simon w późniejszym okresie życia wraz z Augustem Comte skupił się na ekonomii politycznej, filozofowie zajęli się prognozą społeczną z pominięciem zmian okresu rewolucji francuskiej w której nauka i przemysł miała zwyciężyć nad dotychczasową średniowieczną teokracją. W wydanej w 1825 roku pracy "Nowe Chrześcijaństwo" (Le Nouveau Christianisme) Saint-Simon przedstawił wizję społeczeństwa opartego na odnowionych wartościach chrześcijańskiej miłości braterskiej, Saint-Simon zmarł wkrótce po wydaniu dzieła.
Lata 30. XIX wieku okazały się okresem największej popularności idei. Zwolennicy saintsimonizmu zaczęli spierać się o charakter ruchu, frakcja z Barthélemy Prosperem Enfantinem skupiona wokół gazety Le Globe skupiła się na tworzeniu ruchu bardziej religijnego zakładając miejscowość Ménilmontant, działacze tacy jak Olinde Rodrigues i Gustave d'Eichthal przeciwni pomysłom Enfantina wykorzystali saintsimonizm do celów praktycznych realizując pomysły nurtu w rozwój francuskiej gospodarki zyskując wpływy w Spółce Kanału Sueskiego i banku Crédit Mobilier.